# Mattapoisett
Mattapoisett es un pueblo ubicado en el condado de Plymouth en el estado estadounidense de Massachusetts. En el Censo de 2010 tenía una población de 6.045 habitantes y una densidad poblacional de 96,57 personas por km².

## Geografía
Mattapoisett se encuentra ubicado en las coordenadas 41°39′41″N 70°48′43″O / 41.66139, -70.81194. Según la Oficina del Censo de los Estados Unidos, Mattapoisett tiene una superficie total de 62.59 km², de la cual 44.95 km² corresponden a tierra firme y (28.19%) 17.64 km² es agua.

## Demografía
Según el censo de 2010, había 6.045 personas residiendo en Mattapoisett. La densidad de población era de 96,57 hab./km². De los 6.045 habitantes, Mattapoisett estaba compuesto por el 96.15% blancos, el 0.68% eran afroamericanos, el 0.13% eran amerindios, el 0.6% eran asiáticos, el 0.02% eran isleños del Pacífico, el 1.21% eran de otras razas y el 1.22% pertenecían a dos o más razas. Del total de la población el 0.94% eran hispanos o latinos de cualquier raza.